# Rui da Gracia
Rui Fernando da Gracia Gomes meglio conosciuto come Rui (Bembibre, 28 maggio 1985) è un calciatore spagnolo naturalizzato equatoguineano con passaporto capoverdiano, difensore del Colmenar Viejo.

## Caratteristiche tecniche
È un difensore centrale.